# حراج (حبيش)

تعديل مصدري - تعديل

حراج محلة تابعة لقرية الثوماني، التابعة لعزلة جبل خضراء بمديرية حبيش إحدى مديريات محافظة إب في الجمهورية اليمنية، بلغ تعداد سكانها 61 حسب تعداد اليمن لعام 2004.